# 自強號列車
自強號列車，通稱自強號，是臺灣鐵路公司（原臺灣鐵路管理局，略稱臺鐵或臺鐵局）所轄車輛中票價最高的對號座客車，城際列車主力車種。

## 名稱

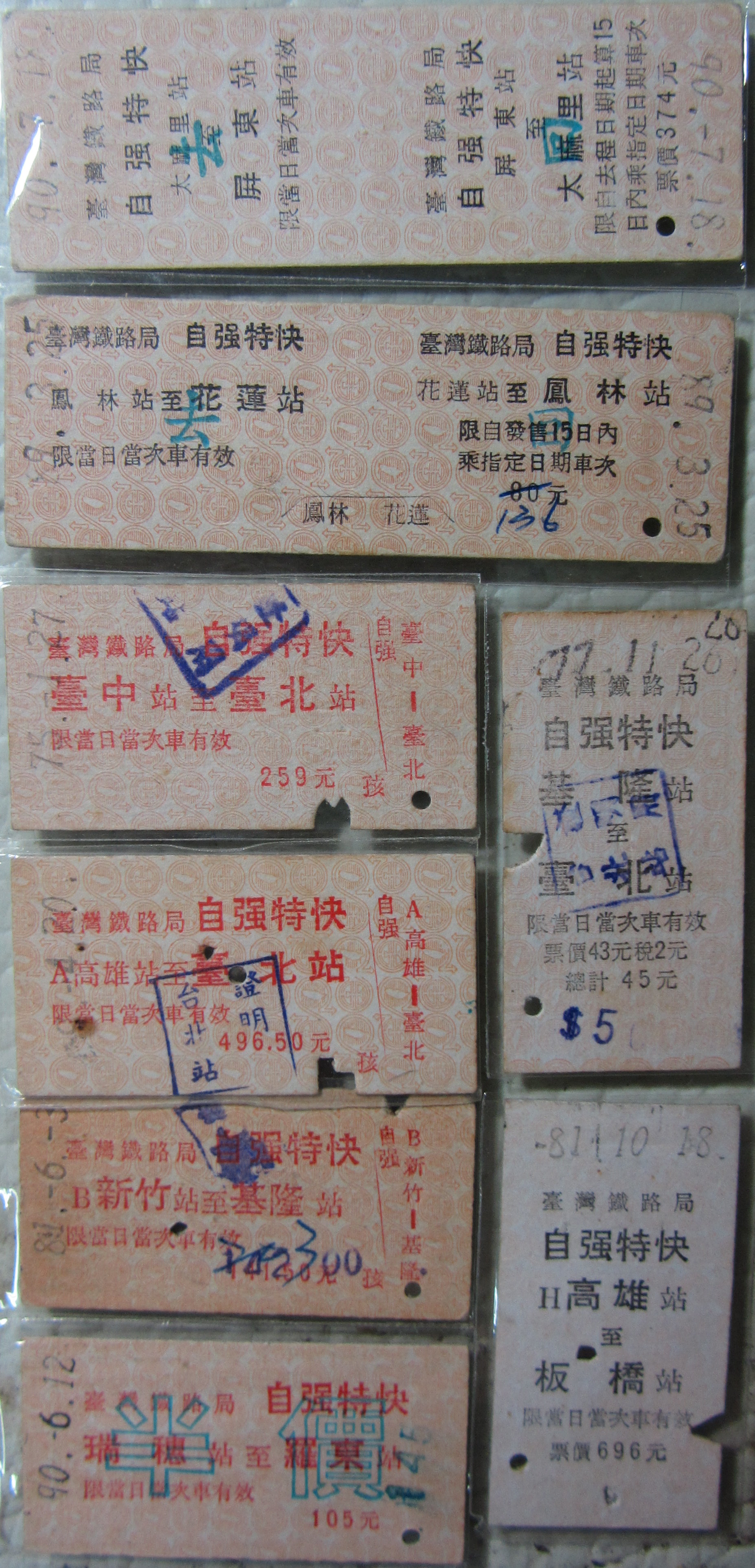
臺灣鐵路管理局各時期印製的自強號名片式車票；較早期的以橫式印刷，被車票收集者稱為「橫自強」

自強號在時刻表或票證名稱上，曾有「電特快」、「自強特快」等別稱。臺鐵於1976年委託中華民國民意測驗協會，以內部預定好的名字來隨機訪問旅客，調查結果為自強號、勝利號及自由號的票數各占1/3。臺鐵把此結果呈報給臺灣省政府，經時任臺灣省政府主席謝東閔裁奪後，該新型客車定名為自強號，希望這批車能「莊敬自強，處變不驚」，故以此命名之。
2010年以前，臺鐵官方資料把自強號譯成「Tzu-Chiang」，民間普遍譯成「Tze-Chiang」，少數車站亦有參照漢語拼音譯為「Zi-qiang」，後期已經統一格式。

## 历史
1978年8月15日，由EMU100行駛的「自強號」正式上路。當年以含稅的每公里1.32元新臺幣的費率，行駛於縱貫線臺北到臺中間（經海線），並隨電氣化工程完工路段推進，改經山線延駛嘉義及臺南。西部幹線電氣化完成後行駛於臺北至高雄的縱貫線。
1980年代後為使尚未電氣化的東部幹線亦能開行自強號列車，臺灣鐵路管理局先於1982年引進第1代自強號柴聯車DR2800型。之後陸續擴充自強號車隊，電聯車部分引進EMU200型，EMU300型；柴聯車部分陸續引進DR2900型、DR3000型及DR3100型。
1991年7月6日，台鐵挑選EMU100型ET拖車3輛改裝為商務車，每排改設3個座位（一般為4個）並改用較為寬大的座椅，費率為每公里2.68元（當時自強號費率為每公里1.89元），台北—高雄間票價為999元。因搭乘率不高且非當次乘車票旅客控管不佳，故於1992年3月31日開出最後一班車後結束營運。
在1995年以前，主力的對號列車為莒光號。1996年推拉式自強號加入營運後才逐漸改變，1997年至1998年間台鐵將西部幹線雙向各6班莒光號改行駛自強號，至此自強號遂成為台鐵最主力的對號列車車種。
1998年3月24日，臺鐵西部幹線自強號車次重新整編，同時大量增開推拉式自強號班次。2000年5月3日，宜蘭線八堵和羅東間電氣化通車，推拉式自強號與EMU300型加入宜蘭線營運。同次改點新增最高時速130公里的「PP速」，在此之前推拉式自強號的牽引種別與電聯車自強號班次相同均為「EMU速」。
2001年春節，台鐵首度於西部幹線與東部幹線各開行1往返午夜紅眼7折優惠自強號列車，近年來連續假期亦或可見提供折扣優惠的紅眼自強號班次。
2002年，推拉式自強號專用客車2500型加入營運後，台鐵陸續嘗試於客室外的另一半空間（多為12車）辦過速簡餐車，快遞。目前主要為兩鐵及親子車廂。
2003年，台鐵將EMU200型改造為EMU1200型再上路。同年7月5日宜蘭線羅東至蘇澳間及北迴線電氣化通車，推拉式自強號加入北迴線營運。
2007年台鐵第一代傾斜式列車TEMU1000型加入營運，大幅縮短台北－花蓮間行車時間；2013年又有第2代傾斜式列車TEMU2000型加入，臺鐵自強號的使用車型變得更為多元。在雪山隧道通車、台灣高鐵通車營運，太魯閣列車與普悠瑪列車加入營運及臺東線電氣化通車後，台鐵莒光號班次逐漸減少。2008年5月15日改點將當時既有西部幹線自強號直達車與半直達車班次大幅增加停靠站。
2011年9月28日，台鐵各級列車車次全面重新整編，自強號定期列車車次由4位數變更為3位數，不定期列車仍為4位數，千位數固定為5。
2019年5月2日，原本不發售無座票的太魯閣列車與普悠瑪列車每班車開放120張無座票，持定期票、電子票證及非當日當次車票旅客仍不得搭乘。2021年5月15日起，因4月2日發生北迴線太魯閣號列車出軌事故中，罹難乘客多為站票乘客，臺鐵考量站票安全性，故停止發售新自強號站票。
2020年11月3日，台鐵推出自強號列車6折+8折早享優惠方案，指定班次及日期自強號列車於乘車日前28日至前7日期間預購有機會享6折、8折優惠。乘車里程須在70公里以上，票種限全票及孩童票。
2021年12月29日，EMU3000型正式加入營運。
2023年4月26日，DR2800、DR2900、DR3000柴聯自強號在發出懸掛專屬車銘版的6666與6688專列後退役。DR3100繼續在花東線行駛。

## 營運

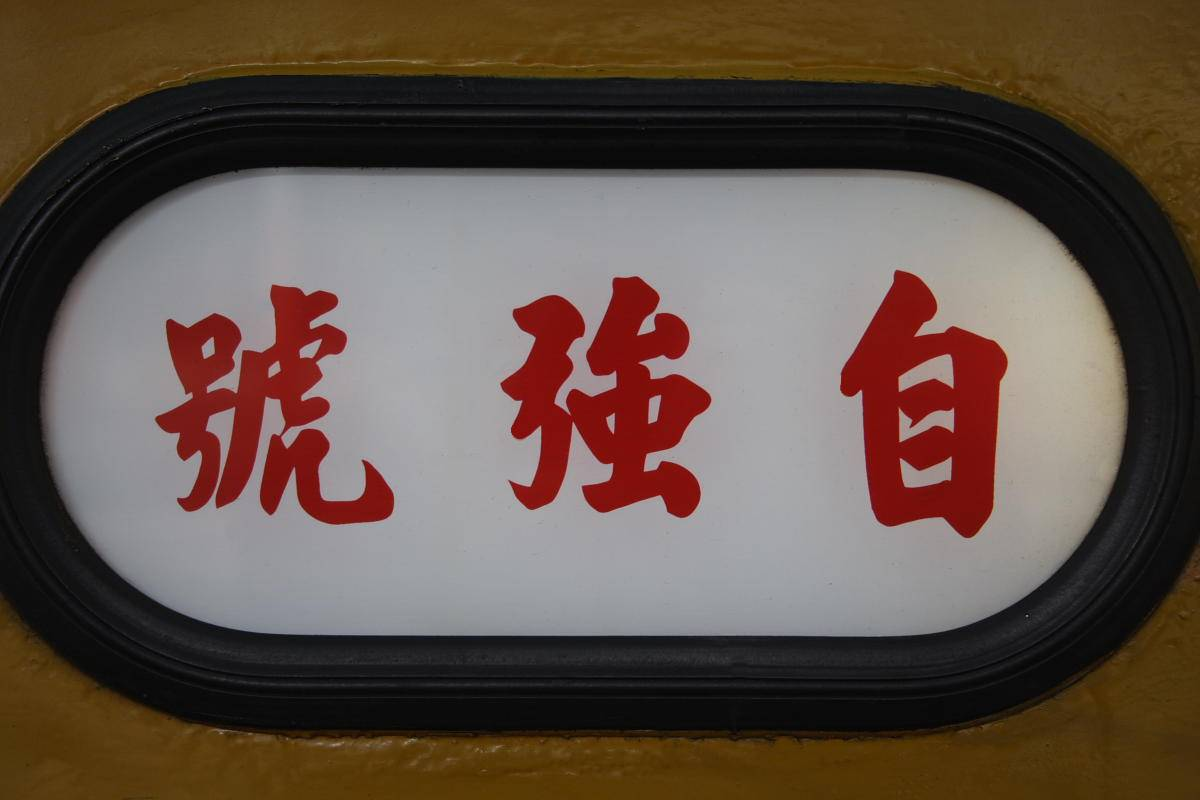
自強號銘牌

臺鐵自強號雖有不同車型，費率都是相同的，依照2014年的票價是每公里新臺幣2.27元為計算單位，臺北經西部幹線到高雄是843元、到屏東是891元；臺北經北迴線到花蓮是440元、到臺東是783元。1991年7月6日至1992年3月31日間曾改造3輛EMU100型拖車為商務車，部份班次推出並以台北高雄間999元售票，因賣座不佳而提前結束，直到EMU3000型列車引進後，自強號再次出現商務車廂。
自強號定位於城際長途列車並且實施全車對號，不過電子票證與定期票也能搭乘此車種，常被作為通勤使用，尖峰時段常站滿無座位旅客，造成乘車品質不佳，因自強號停站數少、車程所耗時間少，提供往返主要車站旅客較快速的選擇。
為提供在外地工作的臺灣東部地區民眾返鄉返工乘車保障，花蓮縣政府及臺東縣政府逢年過節，向臺鐵承租列車辦理返鄉返工專車，專門提供設戶籍於花蓮縣及臺東縣的民眾購票。花蓮縣返鄉返工專車原則由推拉式自強號行駛，臺東縣返鄉返工專車則由太魯閣號或普悠瑪號行駛。此外台鐵亦行駛「花東實名制」列車，提供特定身分證字號及實際居住於花蓮縣或臺東縣的民眾優先訂票。自2021年春節起，臺東縣返鄉返工專車車票由台鐵代售，花蓮縣返鄉返工專車仍由花蓮縣政府辦理。

## 車型

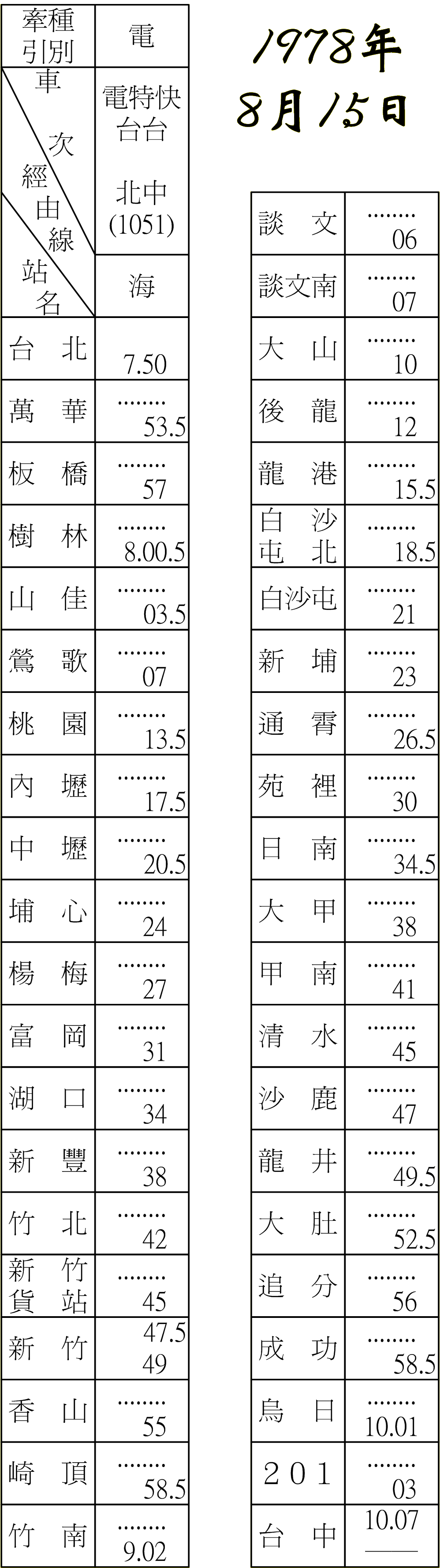
EMU100型的第一份時刻表

截至2025年8月6日，自強號由下列車型行駛：

### 現役車型
- 柴聯車
  - DR3100型：1998年8月1日開始營運。日本日本車輛製造第一組列車（電系為日立），其餘第2組至第10組在技術移轉下由臺灣車輛製造，2022年6月29日改點後，主要行駛於北迴線及海線。在2023年4月26日其餘柴聯車退役後，繼續在花東線行駛。
- 推拉式自強號：動力集中式列車（Push-Pull, P.P.）1996年11月1日正式營運，機車由南非聯邦鐵路客貨車公司製造，電機系統為法國阿爾斯通製作。兩台機車同步運轉，加上南韓現代精工與臺灣唐榮鐵工廠製造無動力車廂，為自強號車種現行主力車型。2020年12月23日改點後，環島鐵路網均可見其行駛。
- 傾斜式列車：本車種嚴格執行限買當日當次列車車票的旅客始得搭乘，不開放無座票（站票）。
  - TEMU1000型：2007年5月8日正式營運。日本日立製作所製造，以「太魯閣列車」之名營運，主要行駛東部幹線區間，2022年6月改點後西部幹線最南行駛到彰化，9月14日起僅行駛樹林-知本。
  - TEMU2000型：2013年2月6日開始營運。日本日本車輛製造，以「普悠瑪列車」之名營運，主要行駛東部幹線區間，2020年12月23日改點後，環島鐵路網皆可見其行駛。
- 電聯車
  - EMU3000型：2021年12月29日加入營運，日本日立製作所製造，以「新自強列車」之名營運，標準車型不開放無座票（站票）[29]，4列觀光特仕車2023年4月26日起試行指定6節自由座車廂（第4車到第9車），以總量管制方式及票面95折發售自由座乘車票[30]。

### 退役車型
- 柴聯車
  - DR2800型：1982年6月1日開始營運。日本東急車輛製造（電系為日立），現僅行駛於樹林-花蓮間。2023年4月26日最終商業運行[31]。
  - DR2900型：1986年12月開始營運。日本日立製作所製造，可與DR3000型混合運用，現僅行駛於東部幹線樹林-台東間。2023年4月26日最終商業運行[31]。
  - DR3000型：1990年5月開始營運。日本日立製作所製造，可與DR2900型混合運用，現僅行駛於東部幹線樹林-台東間。2023年4月26日最終商業運行[31]。
- 電聯車
  - EMU100型：是臺鐵首款引進的電聯車。1978年8月15日起以自強號之名開始營運。此車型自英國引進，因而被鐵路愛好者暱稱為「英國少女」或「英國貴婦」。現僅於團體申請或特定活動時動態運轉[32]。
  - EMU200型：於2002年至2004年間全數改造為EMU1200型。
  - EMU300型：1989年9月2日開始營運。義大利米蘭工業製造公司製，主要行駛於縱貫線北段、海線及縱貫線南段，因原廠倒閉而逐漸減少行駛次數及里程。雖然設計營運時速為130公里，但在轉向架更新後已無法達到。由於2021年4月中旬故障頻傳而全數退出定期列車運用，其行駛班次由推拉式自強號替代行駛。原規劃自2021年11月19日恢復行駛定期列車，但因車況未有改善，只行駛一天即又退出定期列車運用。
  - EMU1200型：2003年6月開始營運。南非聯邦鐵路客貨車公司製，台灣車輛改造，主要行駛於縱貫線南段及屏東線，由EMU200型改造而成。2022年3月28日最終商業運行[33]。

## 營運相關

### 民代
各級民代或縣市長常用增停自強號或是干涉台鐵列車運用作為政績：
| 時間   | 人物                  | 結果                                  | 備註                                                        |
| ------ | --------------------- | ------------------------------------- | ----------------------------------------------------------- |
| 2004年 | 張花冠                | 增停大林車站                          | 1039次、1002次（現170次）                                   |
| 2006年 | 江義雄                | 增停民雄車站                          | 1013次、1036次（現停靠117次、142次）                        |
| 2007年 | 魏明谷                | 增停社頭車站                          | 1017次、1024次（現只停靠週日160次）                         |
| 2007年 | 謝國樑                | 八堵車站續停靠                        | 部分非跨線班次調整減停七堵車站                              |
| 2014年 | 王廷升 黃馨           | 吉安增停普悠瑪號                      |                                                             |
| 2016年 | 蕭美琴                | 普悠瑪列車新車優先使用於東部          |                                                             |
| 2016年 | 鄭文燦 桃園市民意代表 | 111次與136次普悠瑪列車增停桃園車站    |                                                             |
| 2016年 | 新北市民意代表        | 133次與110次普悠瑪列車增停板橋車站    |                                                             |
| 2019年 | 洪慈庸                | 170次、177次自強號增停潭子車站        |                                                             |
| 2021年 | 劉櫂豪                | EMU3000型新自強號優先投入東部幹線營運 |                                                             |
| 2022年 | 蘇巧慧                | 普悠瑪列車增停鶯歌車站                | 先由278次、285次太魯閣列車停靠，9月14日車次變更為普悠瑪列車 |
| 2023年 | 謝國樑 蔡適應         | 109次自強號增停南港站                 |                                                             |
| 2023年 | 江東成 傅崐萁         | 富里車站增停兩列次                    | 411次、438次                                                |
| 2024年 | 謝國樑                | 115次自強號增停南港站                 |                                                             |

### 票價

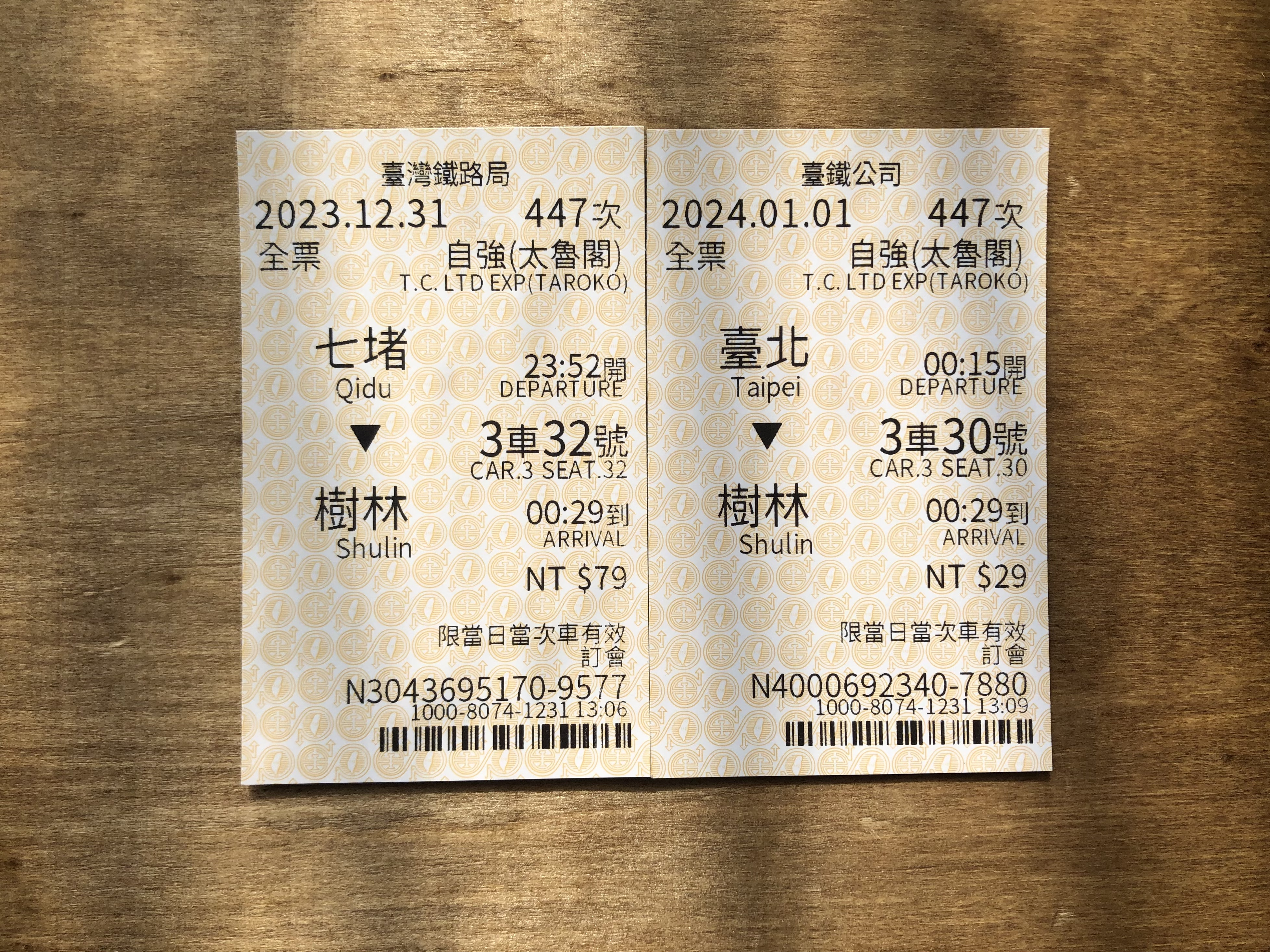
台鐵現行車票樣式

由於自強號車型多且性能各異，一種票價多種服務，原臺鐵局有意提出調漲速度較快的太魯閣列車及普悠瑪列車票價，以與其他自強號區隔，因繁複考量，故已逾26年無法調整費率，僅因票價改以四捨五入計算（原為無條件進位）與里程調整而稍有調整。
2023年4月26日起，EMU3000型的4列觀光特仕車試行指定6節自由座車廂（第4車到第9車），以總量管制方式以及票面95折發售自由座乘車票。

### 傾斜式列車
受到2018年普悠瑪號翻車事故影響，台鐵研議或許取消太魯閣號及普悠瑪號的傾斜裝置。

## 攝影集

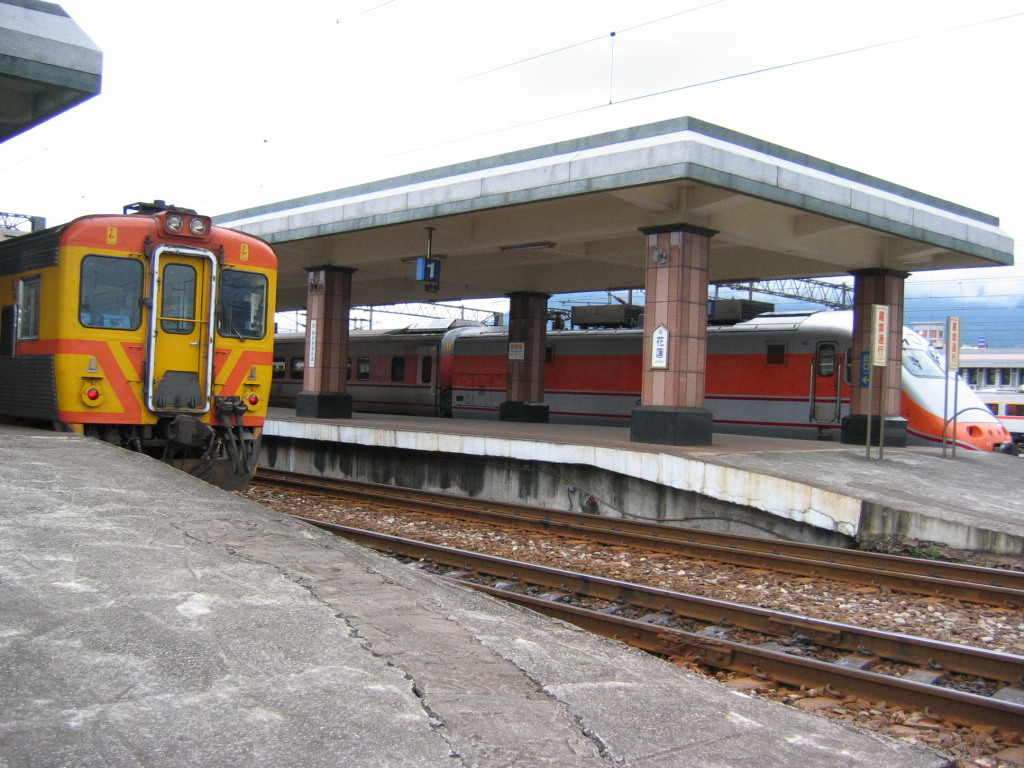
臺鐵初代自強號柴聯車DR2800型（左）及推拉式自強號（右）
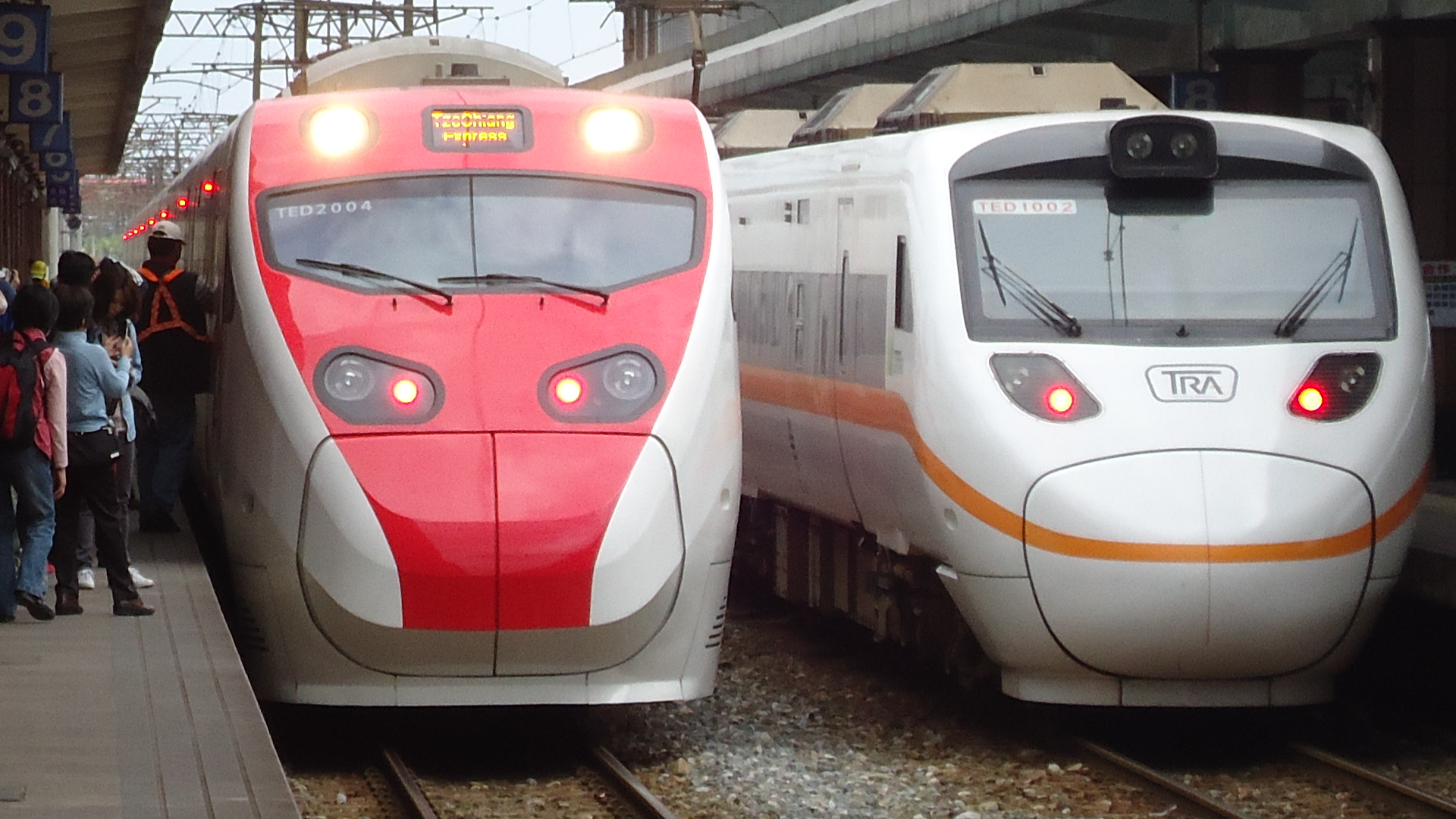
台鐵的2款傾斜式列車：普悠瑪號（左）與太魯閣號（右），大幅縮短東部幹線行車時間
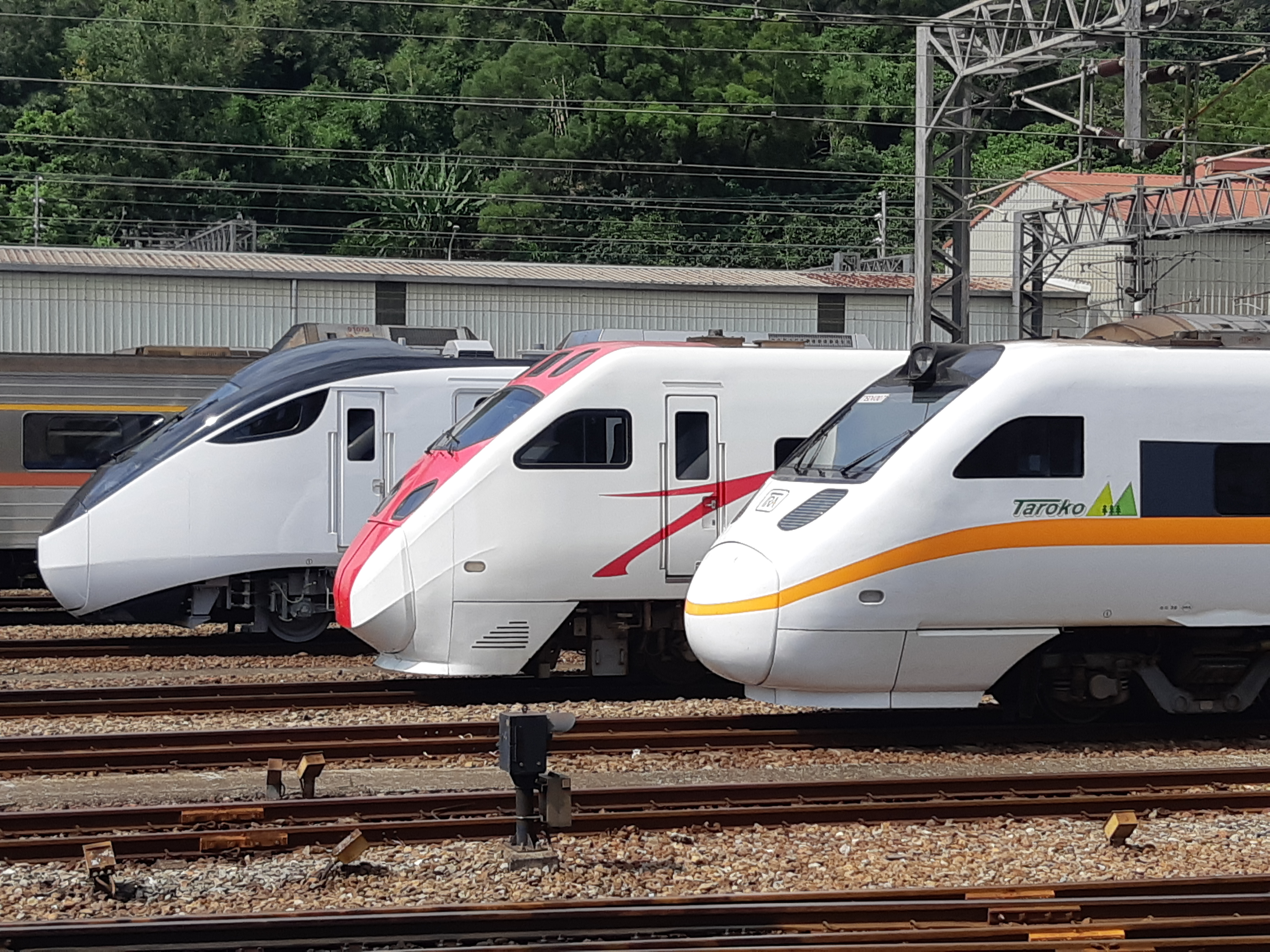
EMU3000型電聯車（左）加入營運後，和普悠瑪號（中）及太魯閣號（右）共同擔負東部幹線城際疏運任務
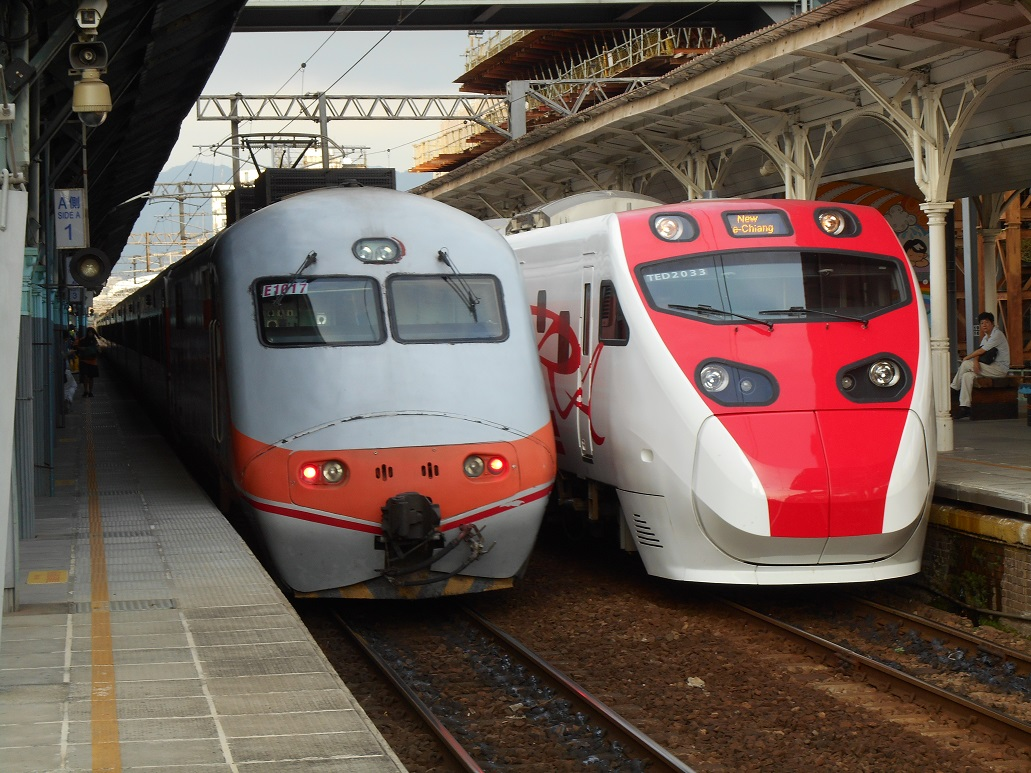
推拉式自強號（左）與普悠瑪號（右）加入營運時，分別為台鐵西部幹線及東部幹線營運生態帶來不小改變
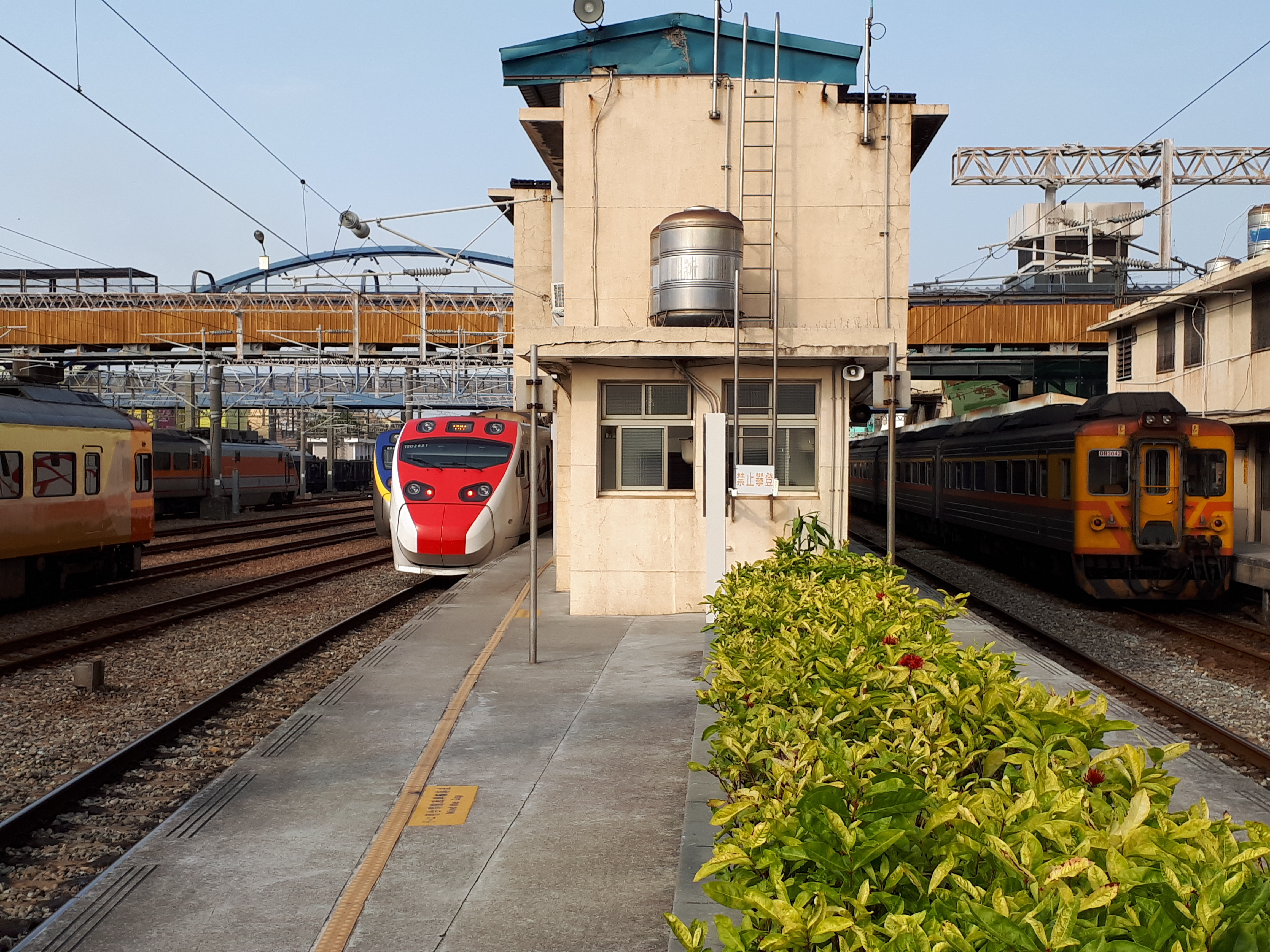
停在彰化車站內的4種自強號車型：EMU300型電聯車（左一）、推拉式自強號（左二）、TEMU2000型傾斜式列車（右二）、DR3000型柴聯車（右一）
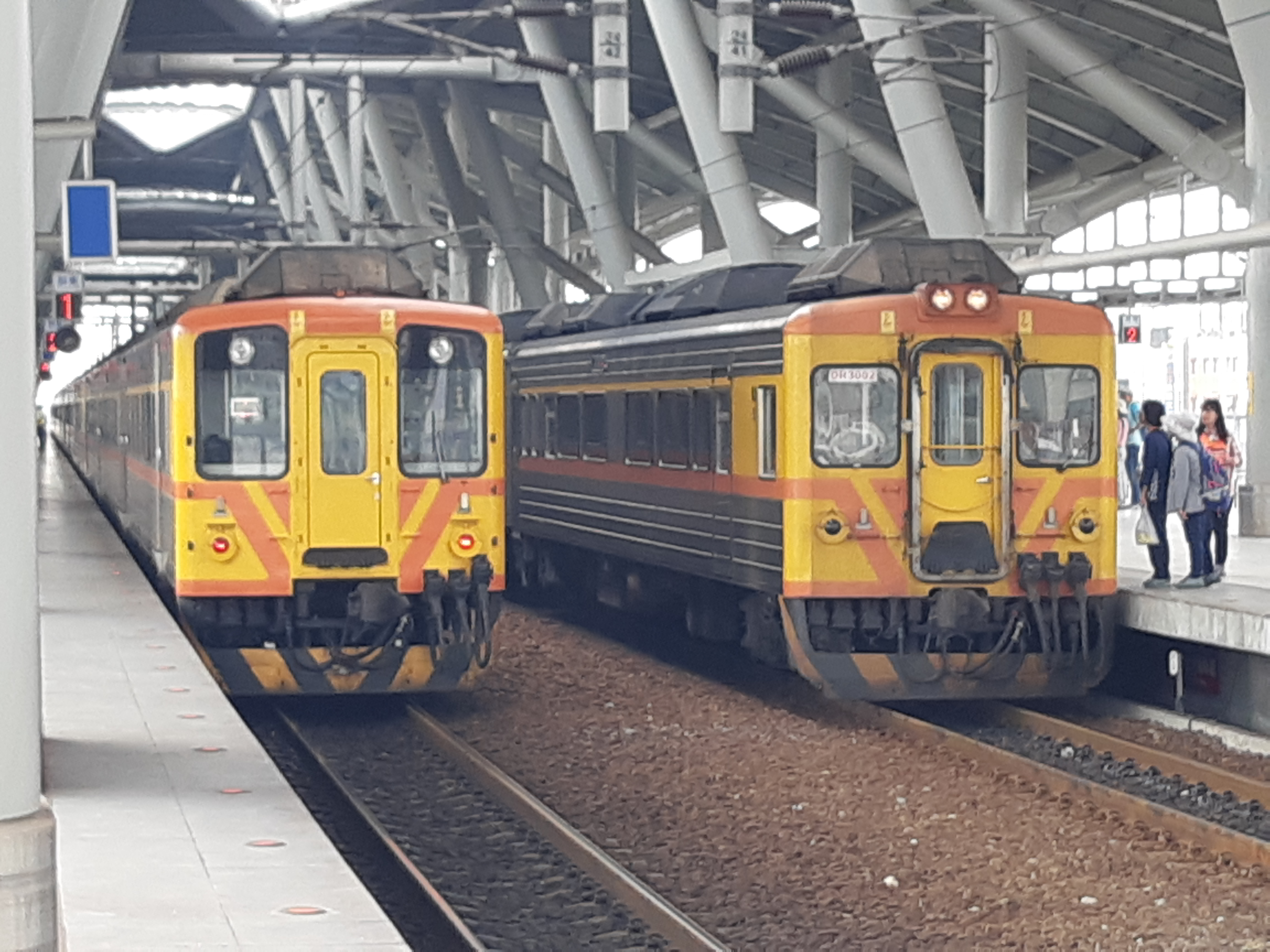
DR3100型柴聯車（左）與DR3000型柴聯車（右）原為南迴線的主力自強號車種，於南迴線電氣化通車後逐步替換為電力車輛
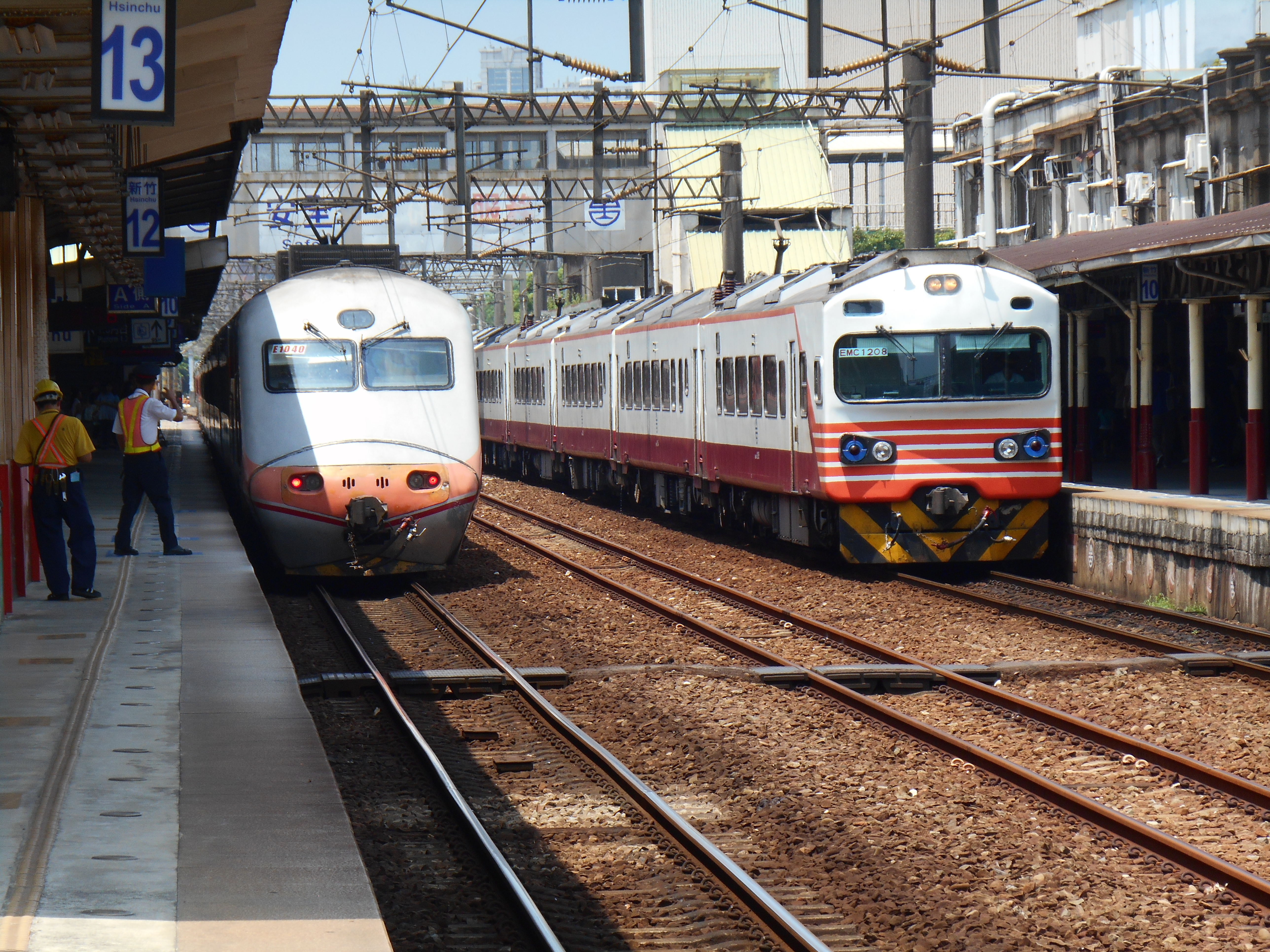
自強號的主力車種推拉式自強號（左）與已全數退出定期列車營運的EMU1200型電聯車（右）

### 現役車型

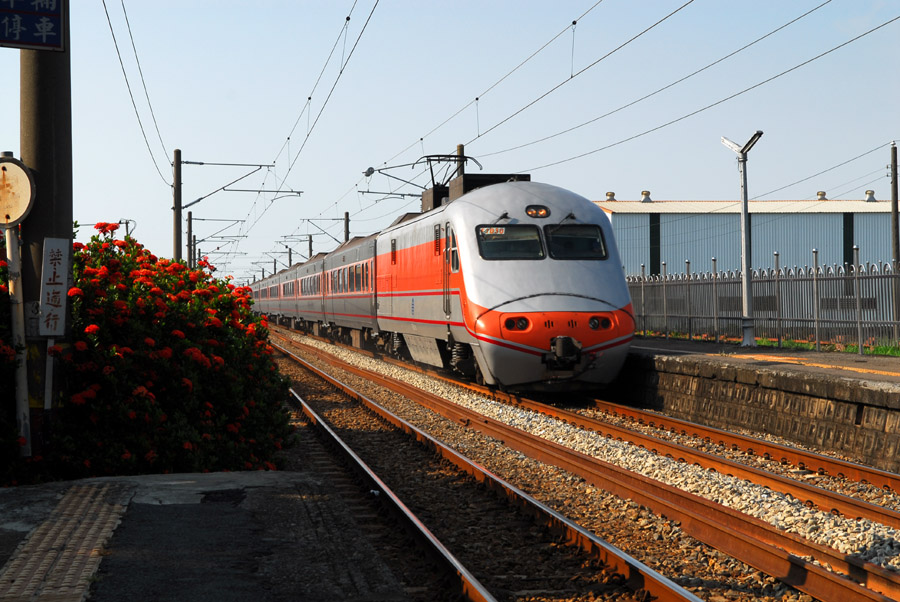
推拉式自強號（林鳳營車站）
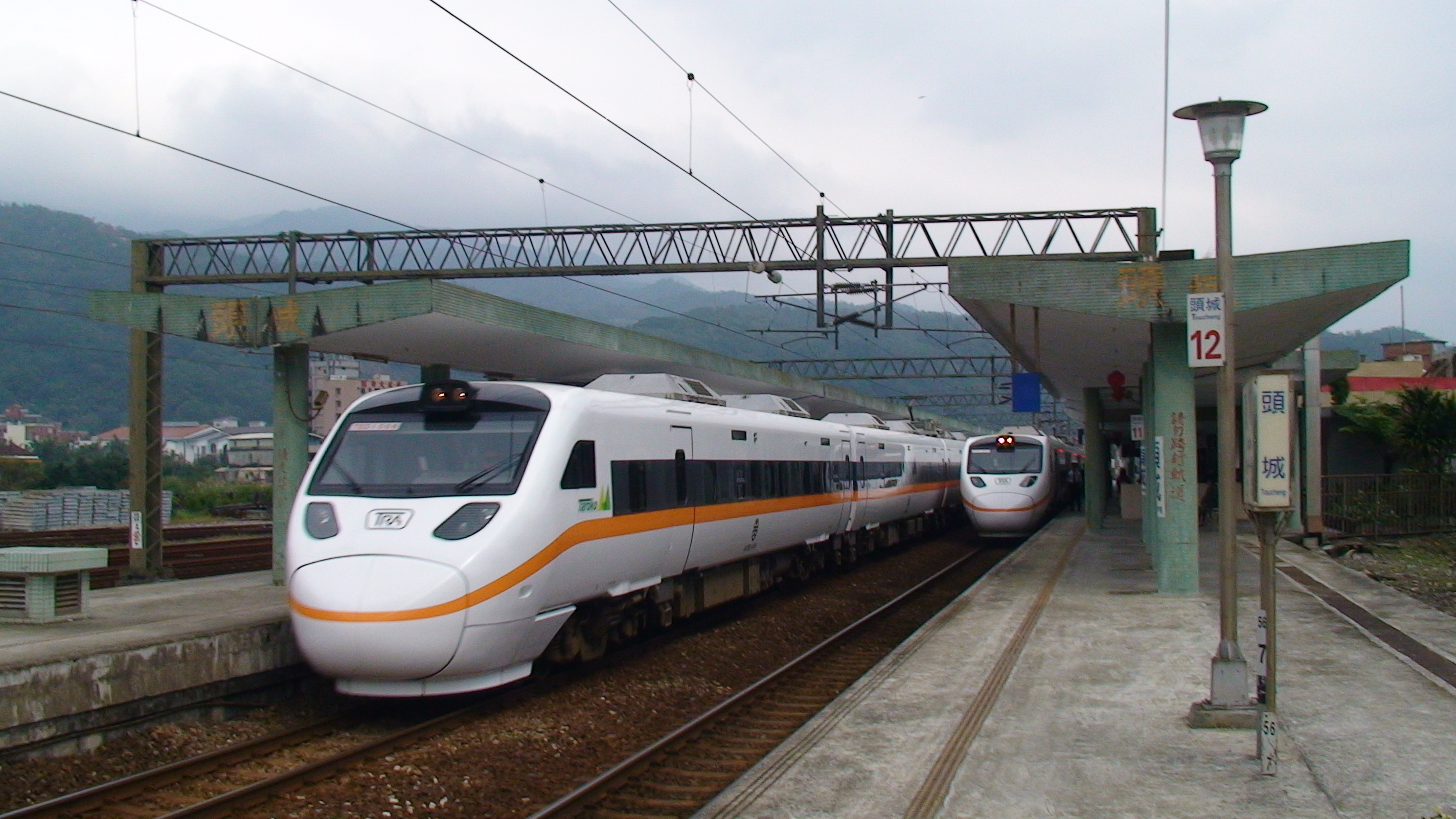
TEMU1000型傾斜式電聯車，以太魯閣號（或稱太魯閣自強號）為名營運（頭城車站）
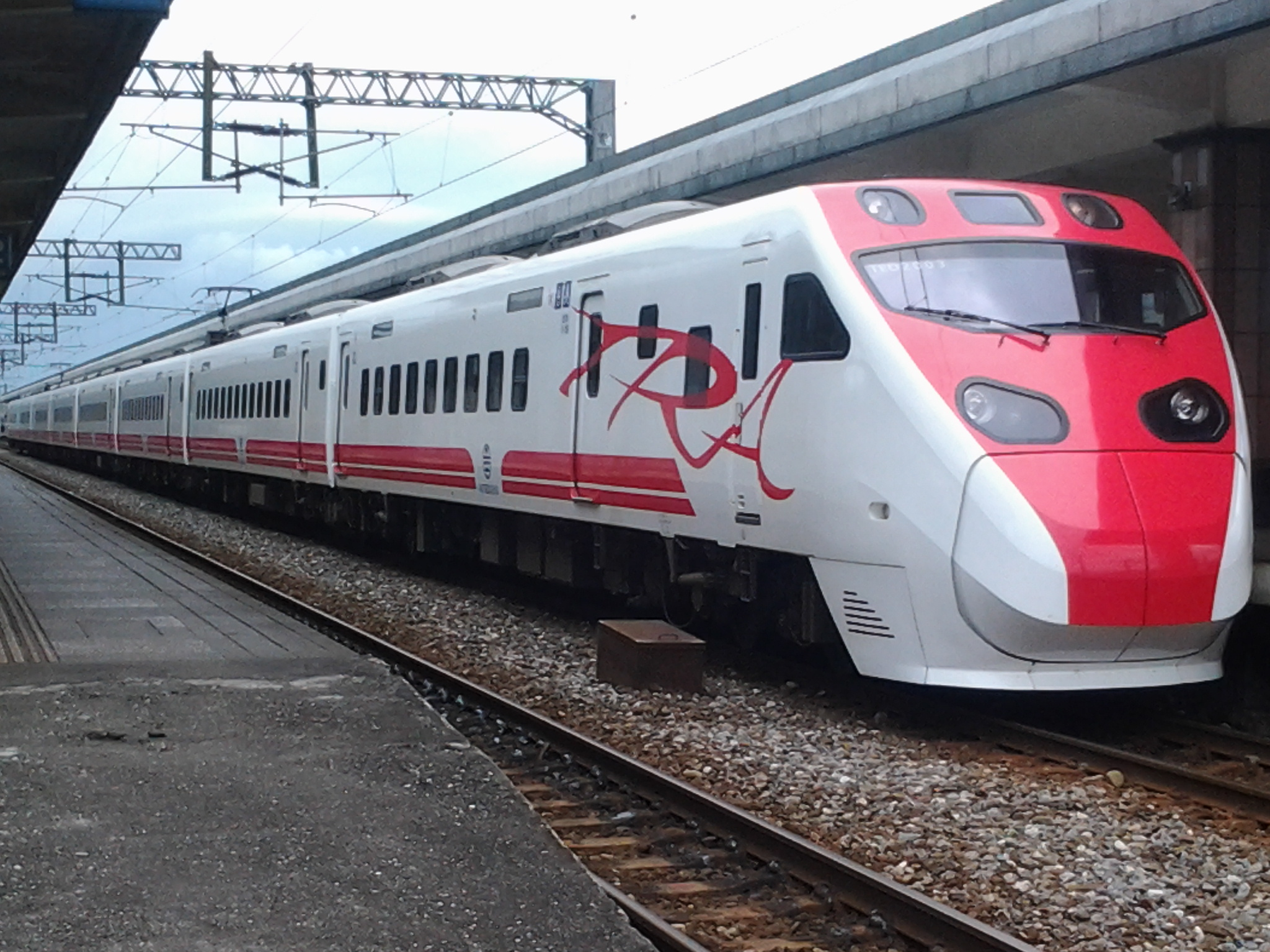
TEMU2000型傾斜式電聯車，以普悠瑪號（或稱普悠瑪自強號）為名營運（花蓮車站）
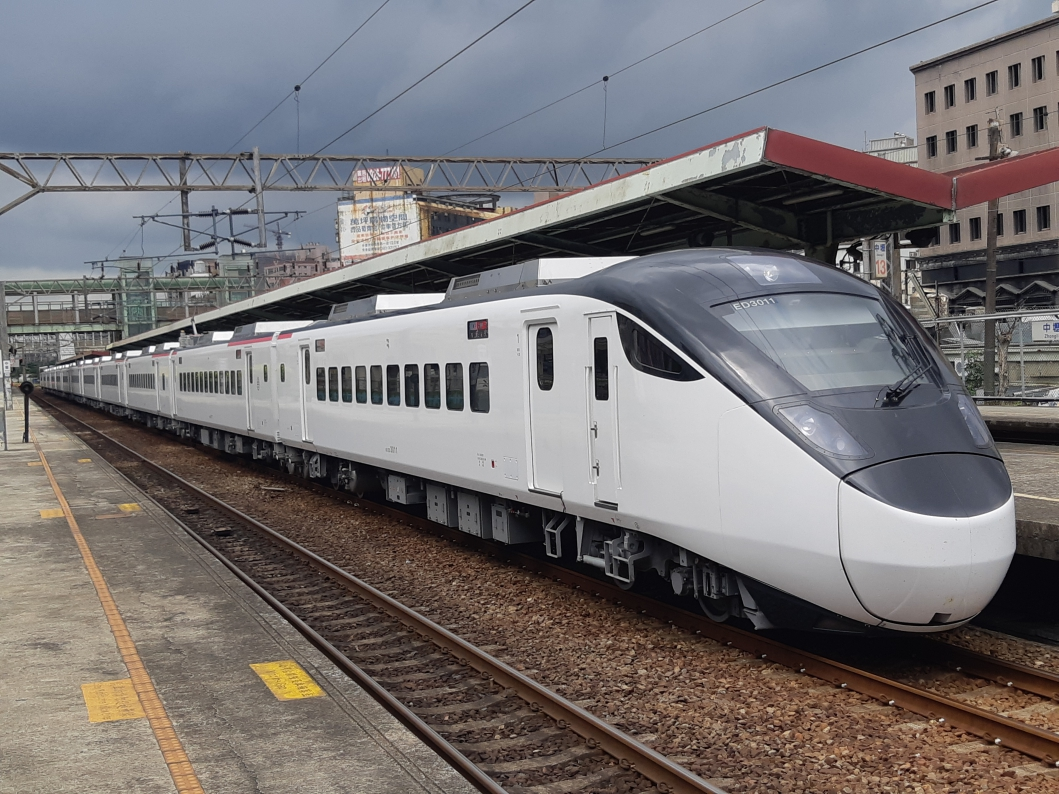
EMU3000型電聯車，附掛命名為騰雲座艙的商務車廂（中壢車站）
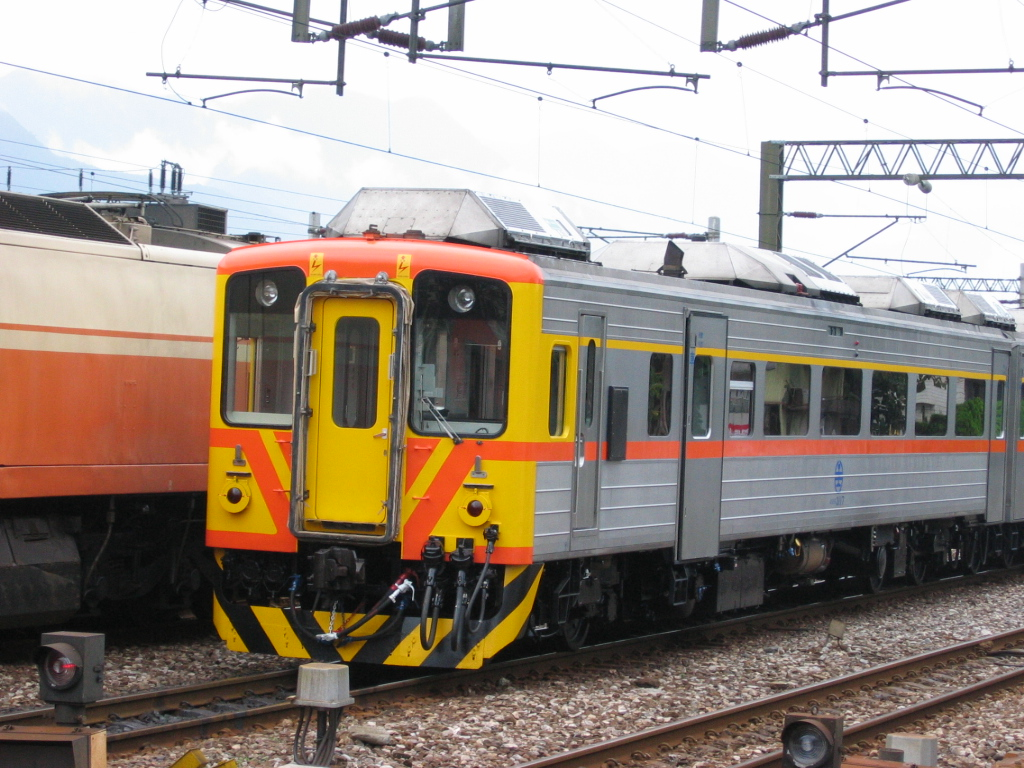
DR3100型柴聯車（花蓮車站）

### 退役或停用車型

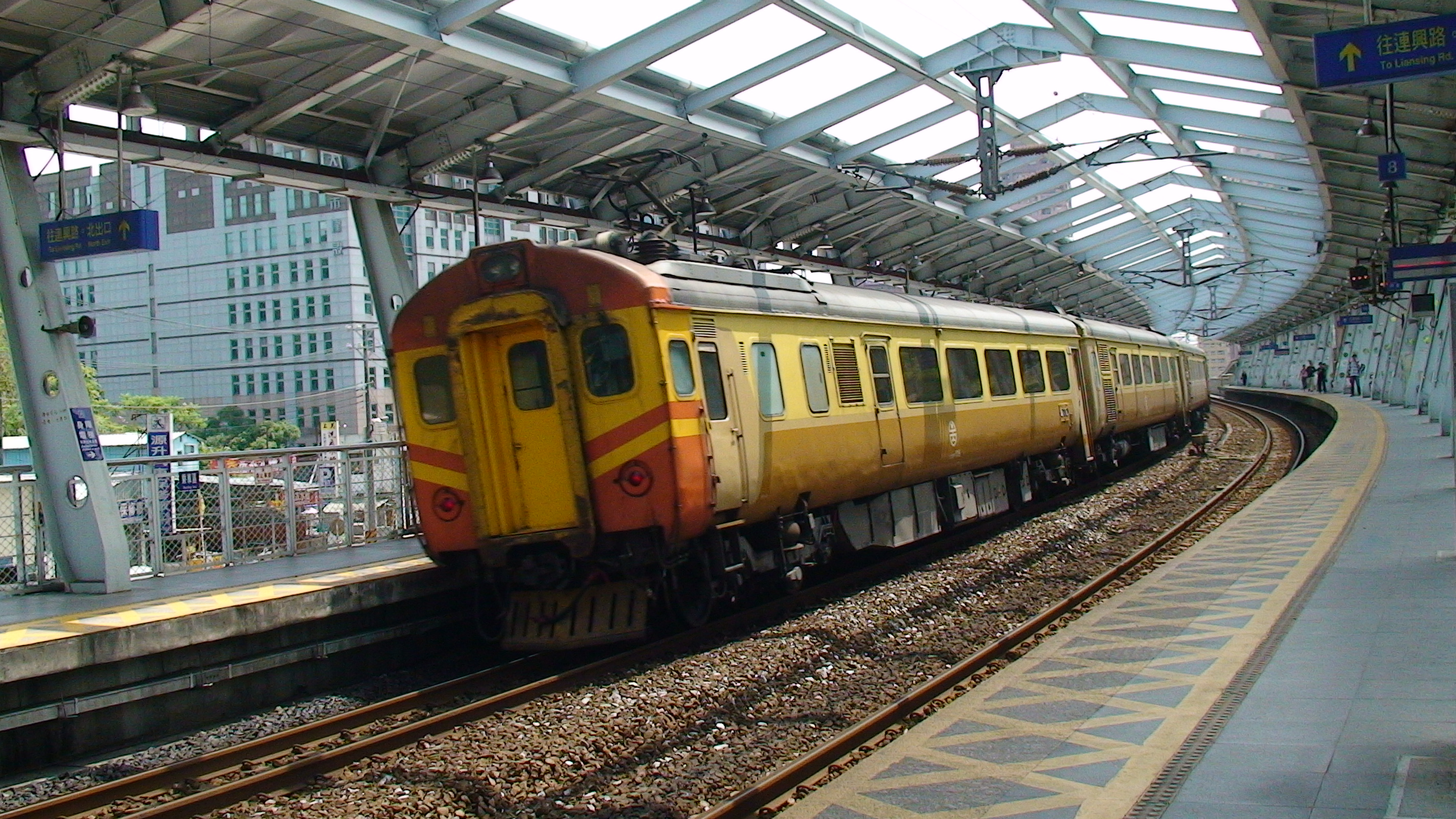
EMU100型電聯車（汐科車站）
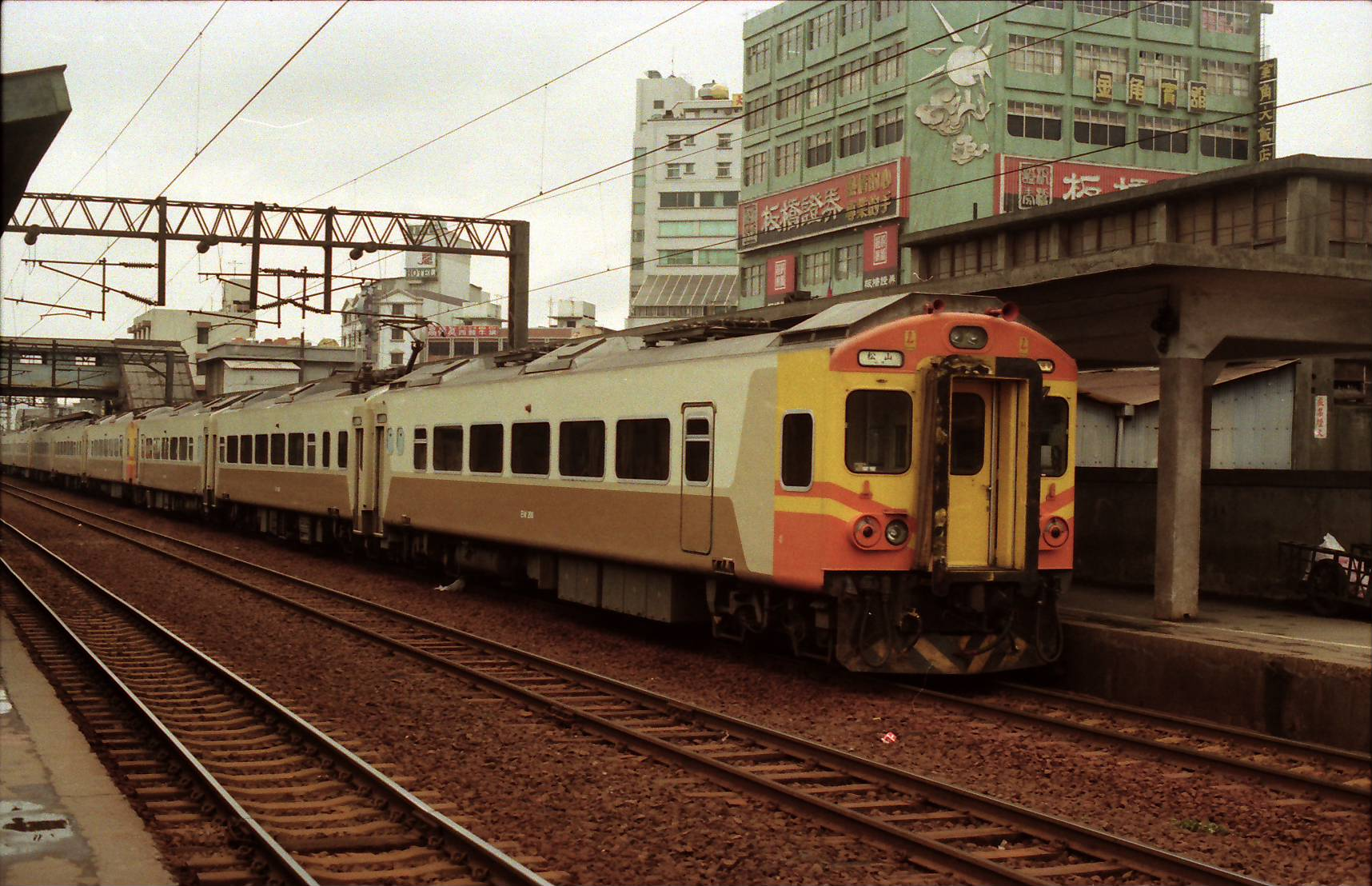
EMU200型電聯車在舊板橋車站（尚未地下化）
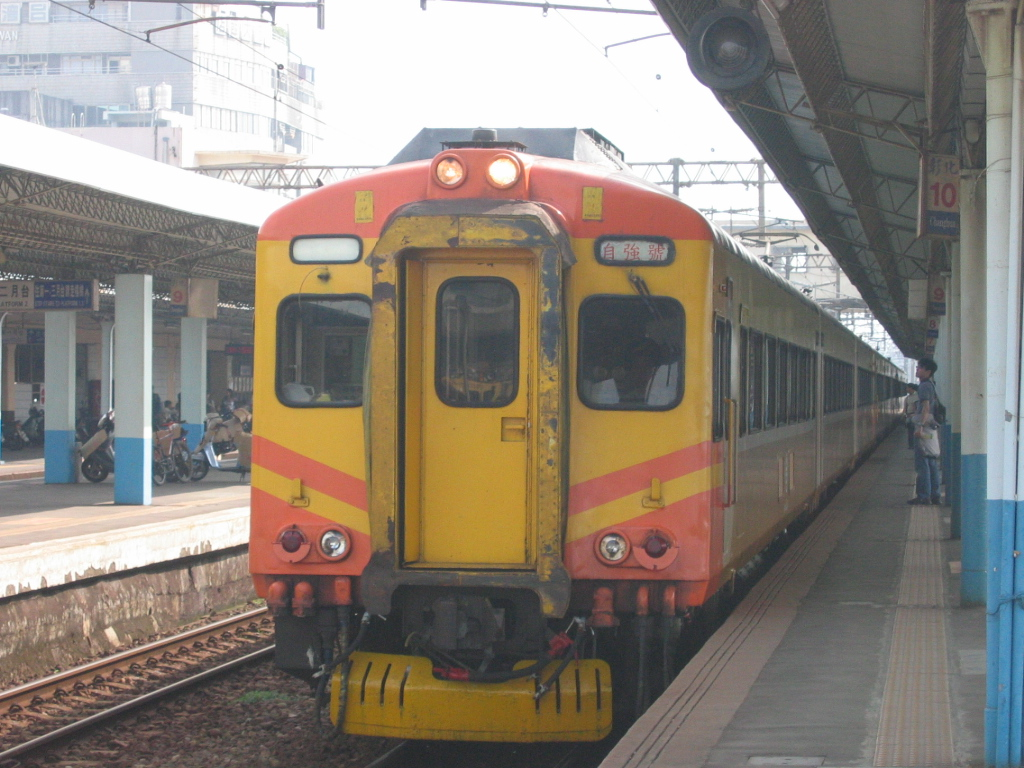
EMU300型電聯車（彰化車站）
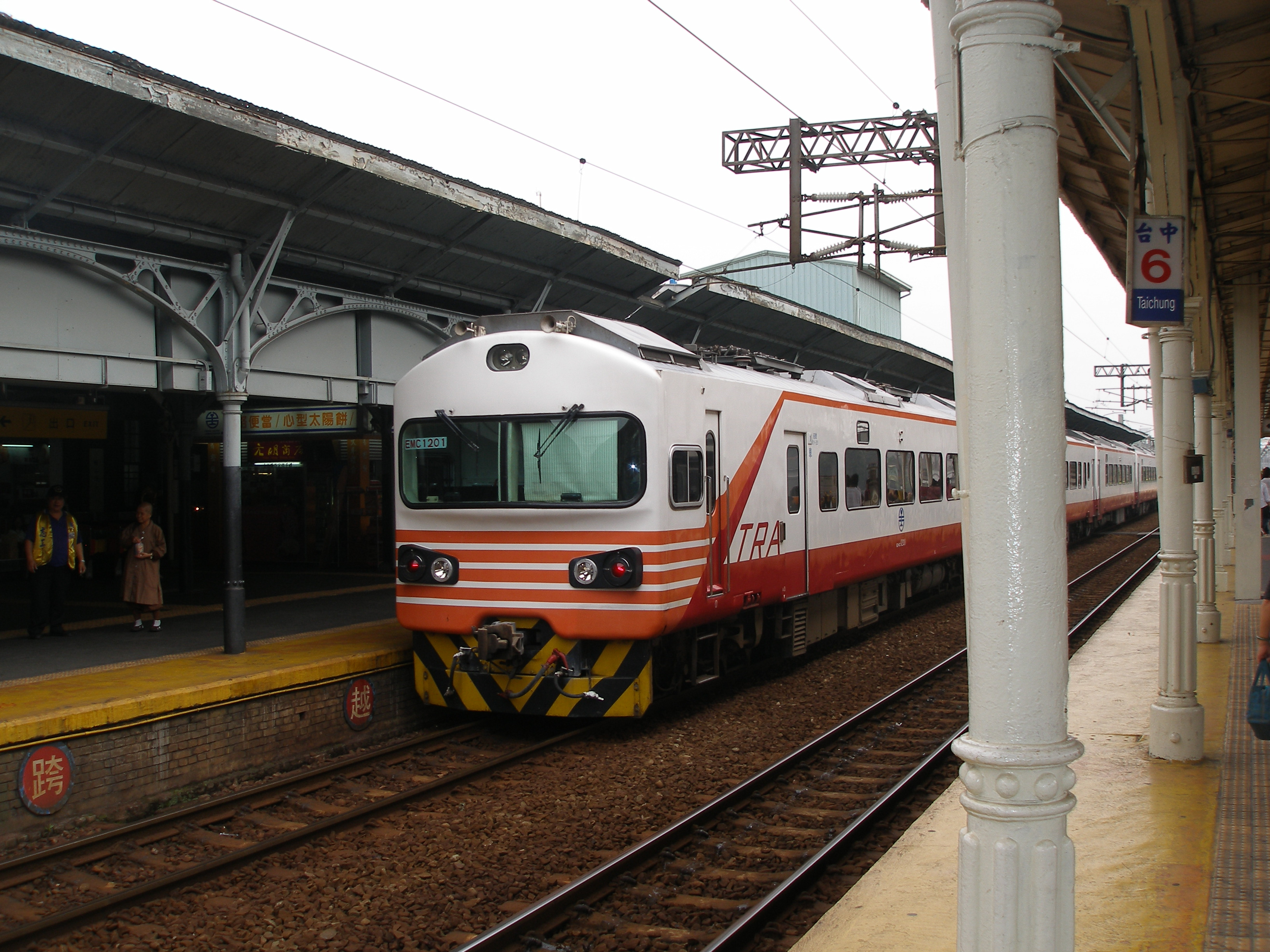
EMU1200型電聯車（舊臺中車站）
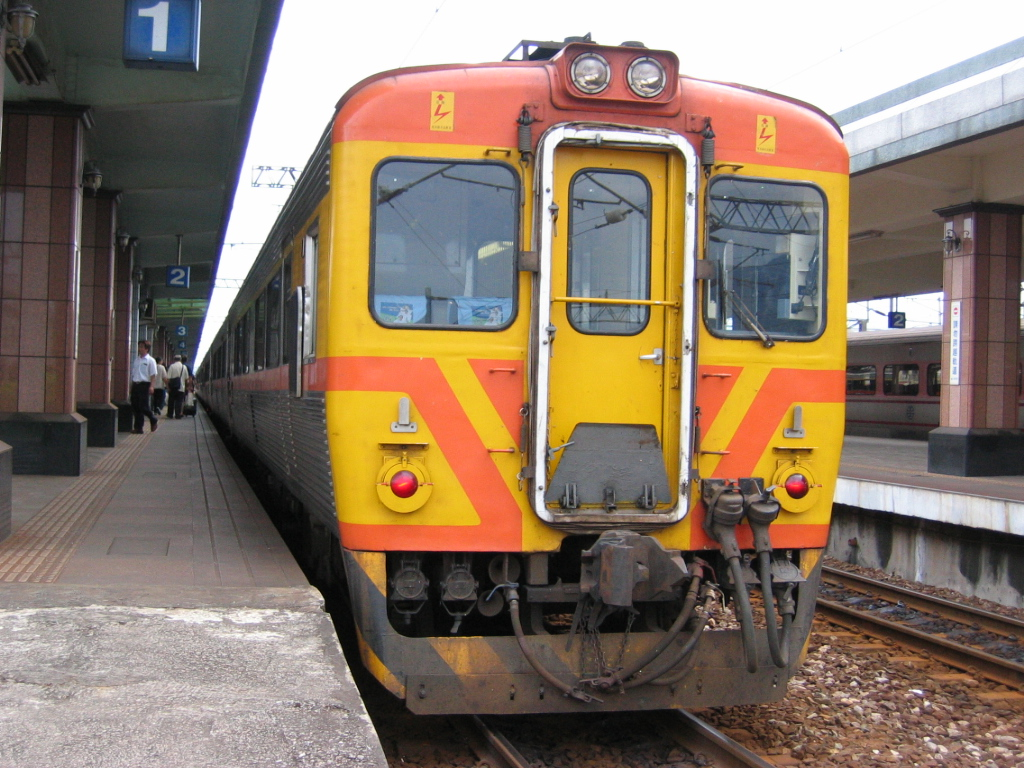
DR2800型柴聯車（花蓮車站）
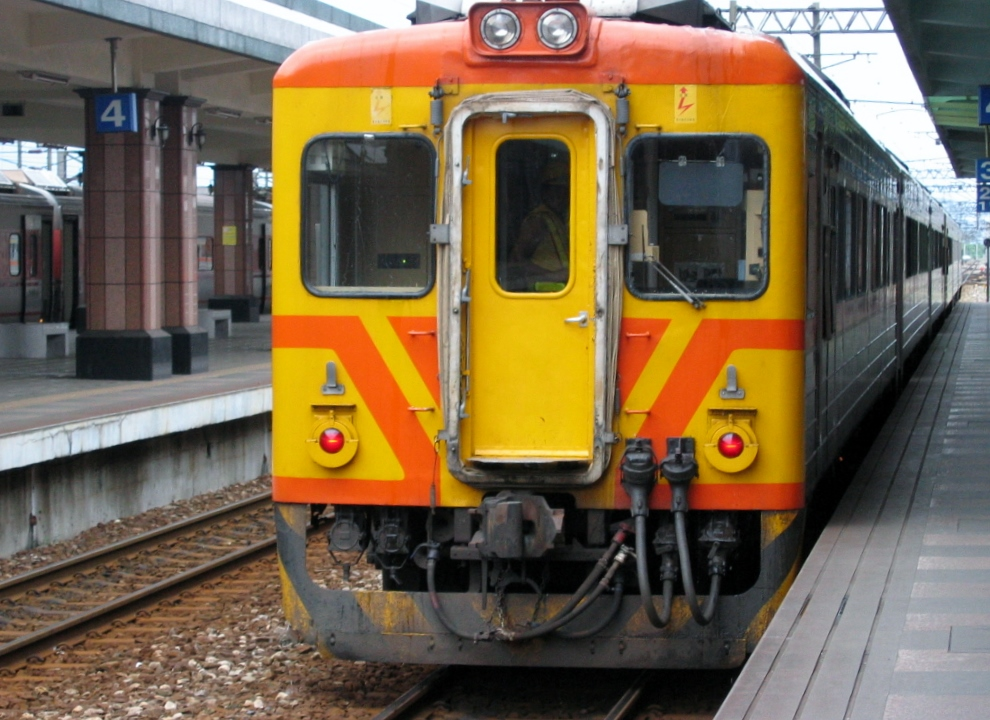
DR2900型柴聯車／DR3000型柴聯車（花蓮車站）